# Oloyti
Oloyti é uma bebida levemente fermentada, preparada a partir da mandioca brava bastante diluída em água, muito utilizada no cotidiano e em rituais do yãkwa (onde é muito citado nos versos dos cantos tradicionais) e lerohi, dos Enauenês-nauês. É considerado um dos alimentos preferidos dos espíritos do mundo subterrâneo, os iakayreti, e é por isso usado para regar a própria plantação de mandioca, durante a instalação da "roça dos espíritos", destinada à produção de alimentos para os rituais dedicados aos iakayreti.

## Tipos
Existem dois tipos de oloyti: o makalaya e o huyralo.
O makalaya é produzido a partir do bolo da mandioca (biju), que depois de mascado e umedecido pela saliva das mulheres, é recolhido em uma cuia e deixado em descanso por algumas horas para fermentar, e em seguida é adicionado à água e levado ao fogo.
Já o huyralo é preparado com a massa de mandioca seca e pilada, misturada com milho mascado.